# Earl Turbinton
Earl Turbinton (ur. 23 września 1941 w Nowym Orleanie, zm. 3 sierpnia 2007 w Baton Rouge) – amerykański muzyk jazzowy, saksofonista, brat wokalisty jazzowego Williego Tee.

## Dyskografia
- Brothers for Life (1987)
- Dominion and Sustenance (1999)